# Бечі

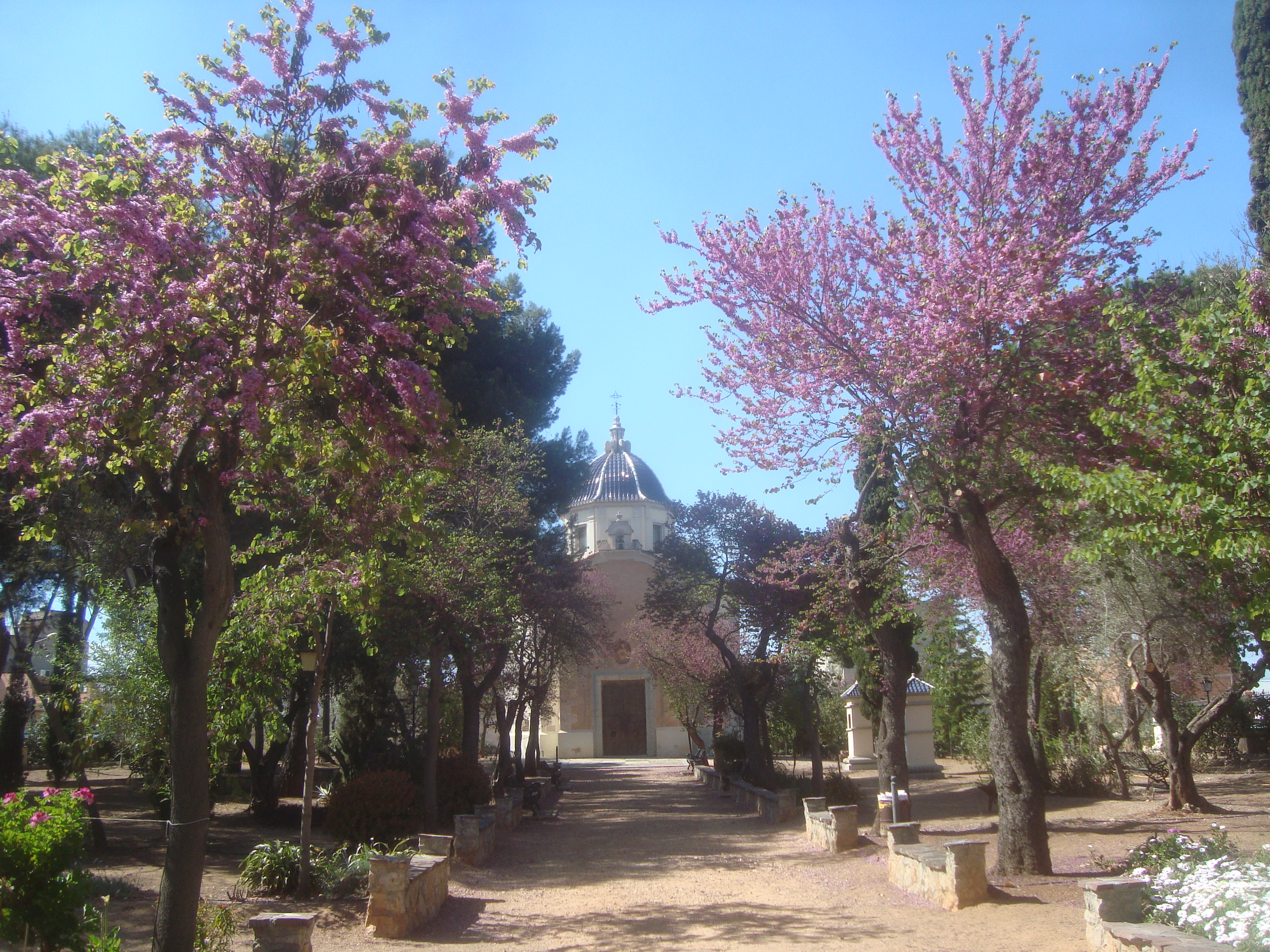
Бечі (валенс. Betxí (офіційна назва), ісп. Bechí).

Бечі (валенс. Betxí (офіційна назва), ісп. Bechí) — муніципалітет в Іспанії, у складі автономної спільноти Валенсія, у провінції Кастельйон. Населення — 5938 осіб (2010).

## Географія
Муніципалітет розташований на відстані близько 300 км на схід від Мадрида, 15 км на південний захід від міста Кастельйон-де-ла-Плана.

## Демографія
Динаміка населення (INE ):